# Байи-Сален, Патрис
Патри́с Байи́-Сале́н (фр. Patrice Bailly-Salins; 21 июня 1964, Море, Франш-Конте) — французский биатлонист, обладатель Кубка мира сезона 1993/1994, бронзовый призёр Олимпийских игр 1994 года в эстафете, чемпион мира 1995 года в спринте, вице-чемпион 1995 года в эстафете.
На чемпионате мира 1995 года победил в спринте, несмотря на 1 промах, на 1,9 сек опередив россиянина Павла Муслимова, отстрелявшего без промахов.